# ألبين جانسون
ألبين جانسون (بالسويدية: Albin Jansson)‏ هو لاعب هوكي الجليد سويدي، ولد في 9 أكتوبر 1897 في ستوكهولم في السويد، وتوفي في 22 مارس 1985 في غوتنبرغ في السويد.

## وصلات خارجية
- ألبين جانسون على موقع EliteProspects.com (الإنجليزية)
- ألبين جانسون على موقع Eurohockey.com (الإنجليزية)
- ألبين جانسون على موقع أوليمبيديا (الإنجليزية)
- ألبين جانسون على موقع اللجنة الأولمبية السويدية (السويدية)